# AAバテウ
アソシアソン・アトレチカ・バテウ（ポルトガル語: Associação Atlética Batel）は、ブラジル・パラナ州グアラプアヴァを本拠地とするサッカークラブ。

## 歴史
1951年3月17日設立。1994年と1995年にカンピオナート・ブラジレイロ・セリエCに参戦したが、二年ともセカンドステージで敗退した。

## 本拠地
エスタジオ・ヴァウドミーロ・ジェリンスキが本拠地で、7000人収容である。

## 歴代所属選手
- アレックス・ロペス・ド・ナシメント 1989-1991, 1993-1995
- マーロン・デ・ソウザ・ロペス 2000